# Uqba ibn Nafi
Uqbah ibn Nāfi (en árabe: عقبة بن نافع‎; 629-683) fue un general del califato Omeya, de los períodos de Muawiya y Yazid, que inició la conquista islámica del Magreb, incluidos los actuales oeste de Argelia y Marruecos, en África del Norte. Era sobrino de Amr ibn al-As. Uqba a menudo es apodado al-Fihri en referencia a los Banu Fihri, un clan conectado a los quraysh, por lo que sus descendientes serían conocidos como los uqbíes o fihríes.
Uqba acompañó a al-As en sus incursiones iniciales y toma de ciudades en el norte de África empezando por Barca, para a continuación llegar a Tripolitania en 644. En 670, ya emir o comandante, Uqba condujo un ejército árabe sobre el norte de África, cruzando los desiertos de Egipto y creando puestos militares en intervalos regulares a lo largo de la ruta. En la región que hoy es Túnez fundó la actual ciudad de Kairuán ("campamento" o "caravasar" en persa) a unos 160 kilómetros al sur de la actual Túnez, que utilizó como base para otras operaciones.
Según una leyenda, uno de los soldados de Uqba tropezó con una copa de oro enterrada en la arena. Fue reconocida como una de las que habían desaparecido de La Meca algunos años antes, con agua que se decía sacada del sagrado pozo de Zamzam. La historia llevó a Kairuán a convertirse a un lugar de peregrinación, posteriormente en una ciudad santa y la más importante de África del Norte.
Uqba, además de astuto y valiente, era también un emir feroz y brutal para los enemigos del islam, contra los que llevó la guerra e impuso impuestos de capitación. Esclavizaba personas y les cortaba partes del cuerpo con objeto de "darles una lección". Conocida fue la captura de unos 100 000 cautivos africanos vendidos en los mercados de Barca y Egipto. Con 'Uqba la conquista de África adoptó los oscuros tintes de una guerra salvaje en la que la siembra del terror y la devastación sistemática del país enemigo formaban parte de la estrategia de conquista. La arqueología nos da muchas pruebas de ello en lugares como Thysdrus (El Djem, Tunicia) en donde su enorme anfiteatro se transformó en un medieval "campo de refugiados" a la par que en fortaleza última para las gentes de la ciudad y la región circundante, o en Barasus (actual Oruga, en Tunicia), una próspera ciudad de Bizakia en donde los musulmanes no solo incendiaron los edificios y desmantelaron las murallas, sino que se aseguraron de destruir las gigantescas cisternas, cuyas bóvedas eran sostenidas por más de cien columnas y que contaban con una capacidad de 7300 m³ de almacenamiento de agua con los que abastecer a las poblaciones y campos de cultivo de la comarca. Pues bien, no solo fueron dañadas dichas cisternas, sino que, para asegurarse de que el agua quedaba contaminada, se arrojaron a ellas cientos de cadáveres de hombres, mujeres y niños. Estaba absolutamente convencido de la superioridad árabe, demostrada por el favor que Alá había mostrado a su pueblo en sus conquistas. Para el 670, 'Uqba había desmantelado la defensa bizantina y fundado en el corazón de Bizakia una ciudad como Cairuán, destinada a convertirse en la capital de la Ifriqiya musulmana que debía sustituir al exarcado romano. 
Durante los siguientes cuatro años (674-678) 'Ubqa vio frustrados sus deseos de conquista y no consiguió ningún avance. Lejos de ello, los bizantinos habían establecido una nueva línea de defensa que aislaba a Cairuán. Fue por ello destituido en favor de Abu al-Muhaŷir Dinar que trató en principio, sin conseguirlo, un tratado diplomático firmado por las élites romanoafricanas con el califato; por lo que en 678-679 lanzó fuertes ataques contra Numidia y contra la región del cabo Bon y aunque logró éxitos parciales, la tremenda derrota sufrida por los ejércitos y flotas del califa Mu‘âwiya ante Constantinopla en el 678 y el inmediato tratado de paz firmado entre ambos imperios en el 679, tuvo que devolver lo poco que había tomado.
En 682 'Uqba es restituido en su cargo y (tras arrestar a Muhaŷir) inicia una nueva campaña que dura hasta 683 y que lo llevó desde Cairuán hasta las costas atlánticas de lo que hoy sería Marruecos. Se dice que detenido por el océano, 'Uqba obligó a su caballo a internarse en las olas hasta que el agua le llegó al pecho y allí gritó a los cielos su furor y su disculpa: "Dios mío, te pongo por testigo de que no hay camino, si lo encontrase, seguiría adelante". La tradición islámica insiste en que 'Uqba, durante esta expedición, llegó a estar frente a las murallas de Septem (Ceuta). Pero 'Uqba solo había emprendido una expedición de saqueo y exploración y no de conquista. El caso es que mientras que en Hispania, el nuevo rey Ervigio daba los primeros pasos en la convocatoria de un nuevo concilio, el XIII, en Toledo, que consolidase su traición contra el rey Wamba y le afianzase, los futuros destructores de su reino ya cabalgaban a sus puertas.
En 683 Uqba fue emboscado y muerto cerca de Biskra por Kusaila. Irónicamente murió junto a su odiado rival, Abu al-Muhaŷir Dinar, durante la batalla con las tropas de Kusaila. Sus ejércitos evacuaron Kairuán y se replegaron a Barca (aunque Kairuán no tardaría en ser recuperada).
Sus descendientes pueden encontrarse en la zona que se extiende desde la región del lago Chad hasta la costa de Mauritania. Los kounta, una tribu árabe del Sahel tiene sus orígenes en Uqba, y en Argelia, Túnez y Libia sus descendientes son conocidos como Ouled Sidi Ukba.